# Hannah Gross

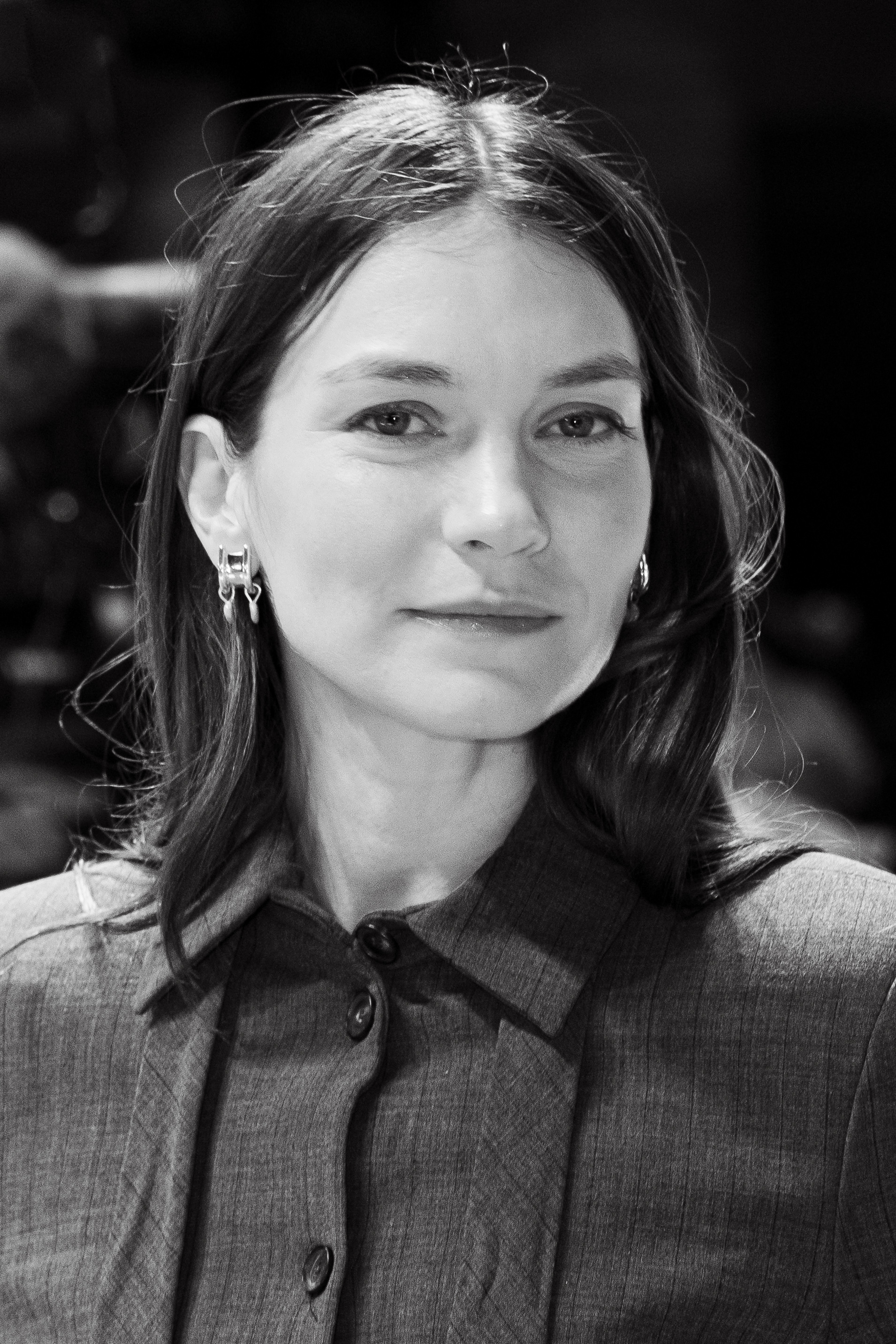
Hannah Gross, 2023

Hannah Gross (* 25. September 1990 in West Bloomfield, Michigan, Vereinigte Staaten) ist eine kanadische Schauspielerin.

## Leben
Gross ist die Tochter der Schauspieler Martha Burns und Paul Gross. Sie besuchte an der New York University die Tisch School of the Arts, die sie mit einem Bachelor abschloss. Sie hat auch einen Abschluss in Religionswissenschaft.
Ihre Schauspielkarriere begann 2002 in der Komödie Men with Brooms. Neben Auftritten in Filmen und Theaterproduktionen ist sie in Serien zu sehen wie in The Sinner von Netflix. Einem breiteren Publikum bekannt wurde sie Ende 2017 durch ihre Hauptrolle als Debbie Mitford in der Netflix-Serie Mindhunter. Einen kurzen Auftritt hatte sie 2019 in dem Film Joker als junge Mutter des Protagonisten.

## Filmografie

### Kino (Auswahl)
- 2013: I Used to Be Darker
- 2013: Lydia Hoffman Lydia Hoffman (Kurzfilm)
- 2014: Christmas, Again
- 2014: Uncertain Terms
- 2015: Stinking Heaven
- 2015: Take What You Can Carry
- 2015: Valedictorian
- 2016: Unless
- 2017: Marjorie Prime
- 2018: The Mountain
- 2018: Her Smell
- 2019: Joker
- 2019: Clifton Hill (Disappearance at Clifton Hill)
- 2019: Colewell
- 2020: Tesla
- 2020: Falling
- 2020: Flashback
- 2023: The Adults

### Fernsehen (Auswahl)
- 2017: Mindhunter (10 Folgen)
- 2018: The Sinner  (8 Folgen)
- 2018: Deadwax (7 Folgen)
- 2025: Zero Day (1 Folge)